# Besta Esfolada
A Besta Esfolada foi um periódico político miguelista e satírico do padre José Agostinho de Macedo.
Foi publicando em julho de 1828 até 1829 com 27 números sendo o último após a morte do autor.
O objetivo principal do periódico era o ataque aos liberais e ao constitucionalismo de com muita retórica. Muitas vezes pedia a forca de seus adversários em vez da amnistia, conduta muito excêntrica para um padre.